# Visvaldis Melderis
Visvaldis Melderis   (Jelgava, 19 de gener de 1915 - Opochka, 14 de juliol de 1944) fou un jugador de bàsquet letó. Melderis va guanyar una medalla d'or a la competició EuroBasket de 1935, convertint-se en el primer campió d'Europa. També va participar als Jocs Olímpics d'estiu de 1936 i a l'EuroBasket de 1937 i de 1939.

## Trajectòria
Visvaldis Melderis es va graduar a Jelgava i va ser reclutat per l'exèrcit letó. Mentre era a l'exèrcit va començar a jugar a bàsquet per a l'equip de l'exèrcit Rīgas ASK. Va ser campió de Letònia dues vegades amb Rīgas ASK (1939, 1940). Va ser capità de la selecció de bàsquet de Letònia des de 1938 fins a 1940. Va continuar jugant a bàsquet durant el període d'ocupació nazi i es va convertir en campió de Letònia per tercera vegada el 1942 jugant a l'equip RDKA. En total va jugar 40 partits a la selecció nacional de bàsquet. També va provar altres esports com el futbol i l'atletisme. En el campionat d'atletisme de Letònia l'any 1934 va guanyar la medalla de bronze en llançament de pes.
Com a antic caporal de l'exèrcit letó, Melderis va ser reclutat a la Legió letona el 1943 i desplegat al front oriental com a part de la 19a divisió de granaders de Waffen de les SS (2a letó). Va participar en moltes batalles i va morir en acció durant les batalles defensives prop de la frontera amb Letònia al voltant d'Opochka, oblast de Pskov.